# Sistema de castas en Nepal
El sistema de castas en Nepal es un sistema de castas mediante el cual se definen clases sociales mediante cierto número de grupos endogámicos a menudo denominados Jāt. El sistema es complejo y establece la estratificación social que se observa en Nepal.
Durante varios siglos el sistema ha determinado y modelado diversos aspectos de la sociedad de Nepal. Originado en la religión y basado en la división del trabajo, el sistema de castas, entre otros temas se ocupa de definir que tipo de ocupaciones puede realizar una persona y cuales son las interacciones sociales que puede tener. Las castas son un aspecto importante de la religión hinduista, aunque también existen en el budismo, se les observa con menor énfasis.  
Las castas están ordenadas en un orden jerárquico (originalmente el sistema no estaba concebido para tener una jerarquía basada en la ocupación o el nacimiento sino solo en la personalidad; esto fue alterado a lo largo del tiempo), lo cual determina el comportamiento de un miembro de la sociedad con respecto a otro. Inclusive en el medio ambiente de negocios moderno, en el cual la casta no es explícitamente evidente, se pueden observar detalles sutiles propios de la observancia de la jerarquía de la villa o familia de procedencia.

## Estructura
El sistema de castas se divide en cuatro clases principales (denominadas varnas) que originalmente se basaban en la personalidad, profesión y nacimiento. En orden descendente, las clases son:
- Brahmán: Comprende a aquellos involucrados en la educación, las escrituras y la enseñanza, esenciales para el desarrollo y almacenamiento del conocimiento.
- Kshatriya: Desarrollan todos los servicios públicos, incluidos la administración, mantenimiento de la ley y el orden, y la defensa.
- Vaishya: Desarrollan actividades comerciales como hombres de negocios.
- Shudra: Trabajan como operarios semi calificados y sin calificación.

Existen algunos grupos étnicos que no se encuadran en este sistema de clases.
El problema más obvio de este sistema es su rigidez, se evita que las castas inferiores puedan aspirar a crecer en la escala jerárquica y por lo tanto se limita el progreso económico.